# Сапун-Гора
Сапу́н-Гора́, также Сапу́н-гора́ (укр. Сапун-гора, крымскотат. Sapun dağı, Сапун дагъы) — хребтообразная возвышенность, находящаяся к юго-востоку от Севастополя. Высота — 240 метров.

## История
Название горы было дано севастопольскими охотниками незадолго до Крымской войны и происходит от глагола «сапеть» (сопеть) из-за трудностей пешего подъёма на её склоны. Широко распространённая в современной популярно-краеведческой литературе версия о связи топонима с якобы добывавшейся на склонах Сапун-горы мыльной глиной (килом) является заблуждением (местом добычи кила в окрестностях Севастополя являлся холм Килик-баир («Мыльный холм») северо-восточнее Инкермана).
На юго-восточном склоне Сапун-горы, севернее дороги, ведущей из Севастополя в Ялту, расположен комплекс пещерных сооружений (в том числе и пещерного храма) Зефир-Коба, описанный А. Л. Бертье-Делагардом.
В период Крымской войны вдоль гребня Сапун-горы располагались позиции Обсервационного корпуса франко-британско-турецких войск.
Во время Великой Отечественной войны гора являлась ключевой оборонительной позицией на подступах к городу; здесь велись ожесточённые бои с немецкими войсками в ходе обороны Севастополя 1941—1942 годов и Крымской операции 1944 года.

## Память

### Мемориальный комплекс

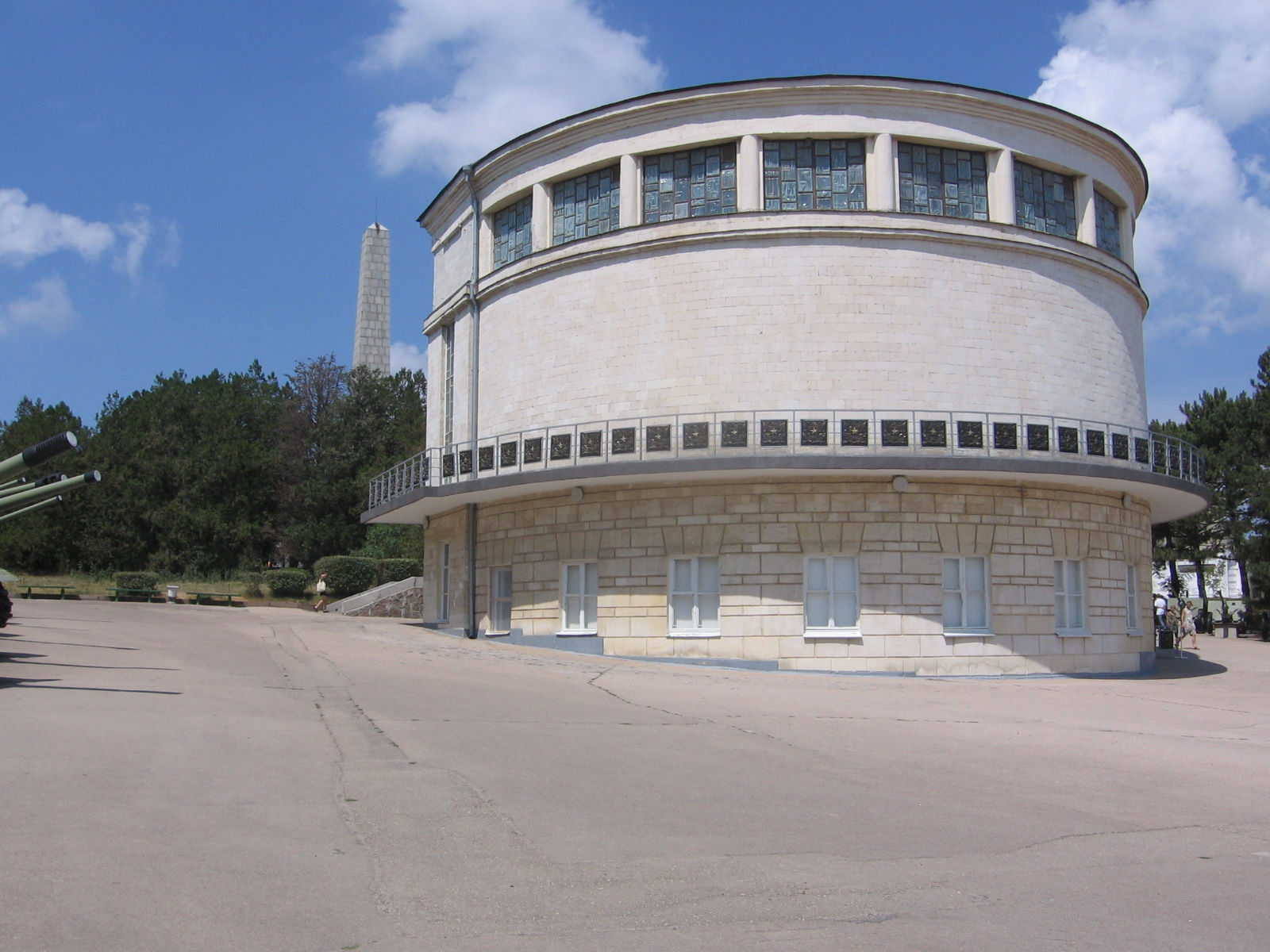
Здание диорамы штурма Сапун-Горы

В память о подвиге советских бойцов, совершённом в мае 1944 года, по эскизам архитектора М. Я. Гинзбурга по проекту А. Д. Киселёва на Сапун-Горе в ноябре 1944 года воздвигнут Обелиск — памятник Славы воинам-освободителям.
Проект был разработан в кратчайший срок, и после одобрения Военным советом Приморской армии начались работы по сооружению обелиска.
Возводился памятник в трудных условиях на каменистой поверхности гребня Сапун-горы, изрытой взрывами бомб и снарядов, силами участников освобождения Севастополя — офицеров, сержантов и рядовых инженерных частей Приморской армии под командованием лейтенанта В. В. Сучкова, командира взвода 63-й инженерно-сапёрной бригады.
Недалеко от монумента был открыт военно-полевой музей.
В 1962 году проведена реконструкция памятника (архитекторы В. М. Артюхов и В. К. Цаккер).

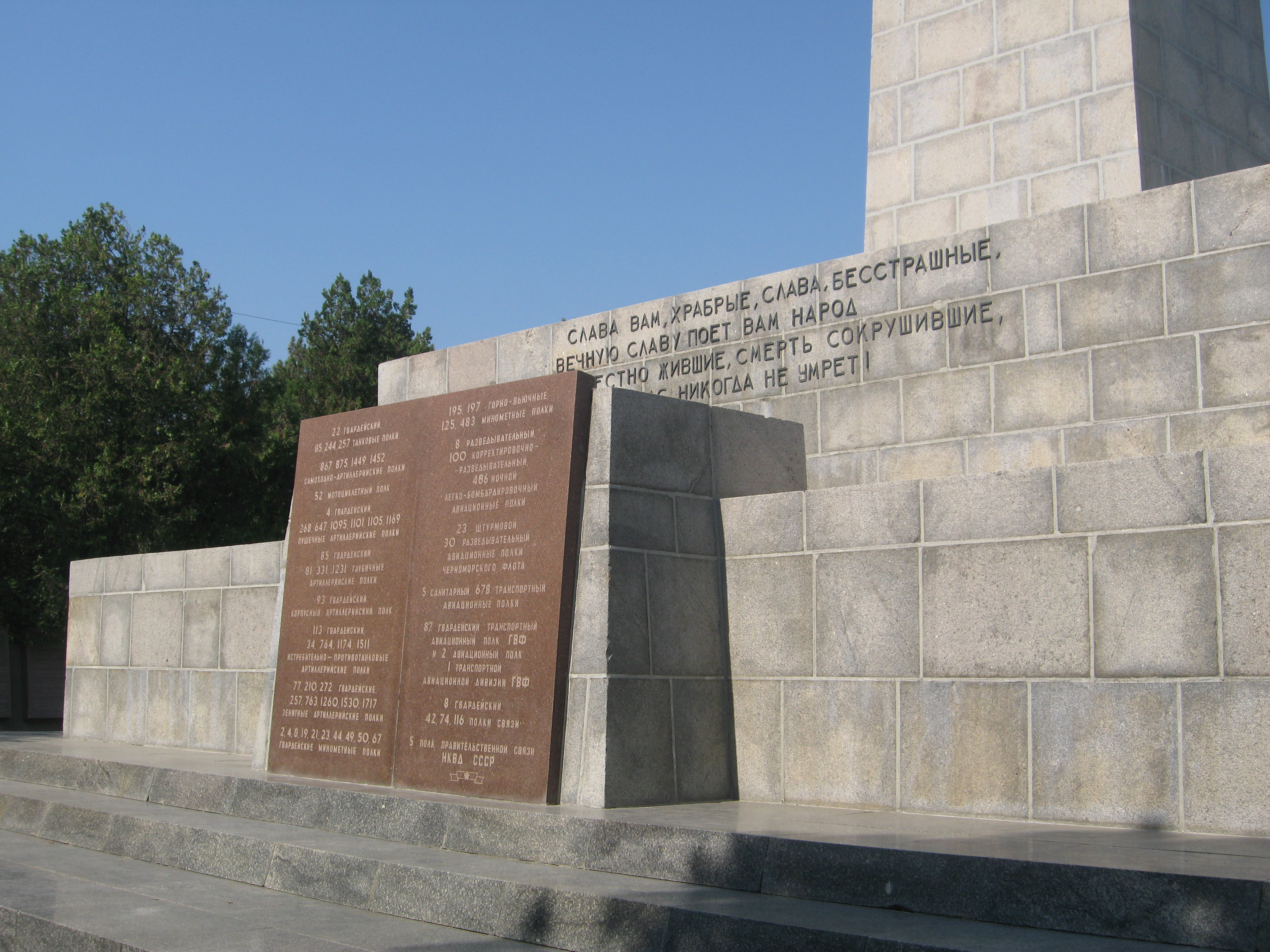
Надпись на монументе

Надпись на восточном фасаде верхнего яруса постамента «СЛАВА ВАМ, ХРАБРЫЕ, СЛАВА, БЕССТРАШНЫЕ, ВЕЧНУЮ СЛАВУ ПОЕТ ВАМ НАРОД, ДОБЛЕСТНО ЖИВШИЕ, СМЕРТЬ СОКРУШИВШИЕ, ПАМЯТЬ О ВАС НИКОГДА НЕ УМРЕТ». Надпись на западном фасаде верхнего яруса постамента: «ГЕРОЯМ БИТВЫ ЗА СЕВАСТОПОЛЬ». Памятная доска с высеченным текстом, окрашенным бронзовой краской: «Сооружен отдельной Приморской армией в 1944 году по проекту архитектора лейтенанта А. Д. Киселёва. Реконструирован в 1962 г.».
В 1970 году зажжён вечный огонь.
В 1974 году монумент реконструирован. На его основании расположены мемориальные доски с наименованиями воинских частей, освобождавших Севастополь, на мемориальных стелах выбиты имена 240 Героев Советского Союза, удостоенных этого звания за освобождение города.
В 1995 году на Сапун-Горе построена часовня во имя святого великомученика Георгия Победоносца по проекту архитектора Г. С. Григорьянца.
В окрестностях монумента разбит Парк Славы. Проводятся военно-исторические реконструкции штурма Сапун-Горы.

### Часовня святого Георгия Победоносца

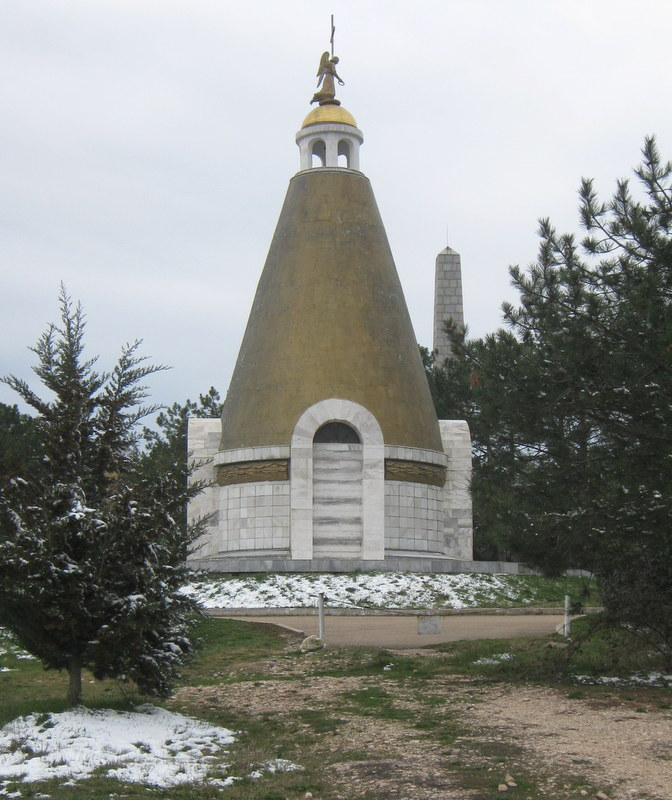
Часовня Св. Георгия-Победителя зимой, Сапун-гора

Храм-Часовня Святого Георгия-Победителя (Победоносца) построен к празднованию 50-летия Победы во Второй мировой войне, что засвидетельствовано соответствующей надписью при входе.
Часовня заложена к возведению 19 января 1995 года. Часовня дополнила комплекс, состоящий из Обелиска Славы, Вечного огня и диорамы, изображающей штурм Сапун-горы 7 мая 1944 года.
Проект церкви-часовни создал заслуженный художник Украины Георгий Саркисович Григорьянц при участии архитектора В. Н. Мухина, конструкторов А. М. Билетникова, Л. А. Брусковая. Часовня была возведена за 77 дней на пожертвования граждан и торгового дома Кондратевских.
Автор скульптуры ангела, держащего крест, венчающий храм — скульптор Кухарь Роман Романович
Храм высотой в 10 м имеет конусообразную форму, на вершине находится фигура ангела с крестом. Эта скульптура создана по рисунку протоирея Николая Донченко. Купол покрыт золотистой смальтой, привезённой из Венеции. Снаружи, над входом в часовню, художником В. К. Павловым мозаикой выложена икона Святого Георгия-Победителя, отделочные работы в интерьере проводились под руководством заслуженного художника Украины Г. Я. Бруснецова.

### Топонимы
- Улица Сапунгорская, Севастополь[10].
- Сапунгорский разъезд на линии Инкерман I — Камышовая бухта.